# Max Aitken, 1:e baron Beaverbrook
William Maxwell "Max" Aitken, 1:e baron Beaverbrook, född 25 maj 1879 i Maple, Ontario, död 9 juni 1964 i Leatherhead, Surrey, England, var en kanadensisk-brittisk tidningspublicist och politiker.

## Biografi

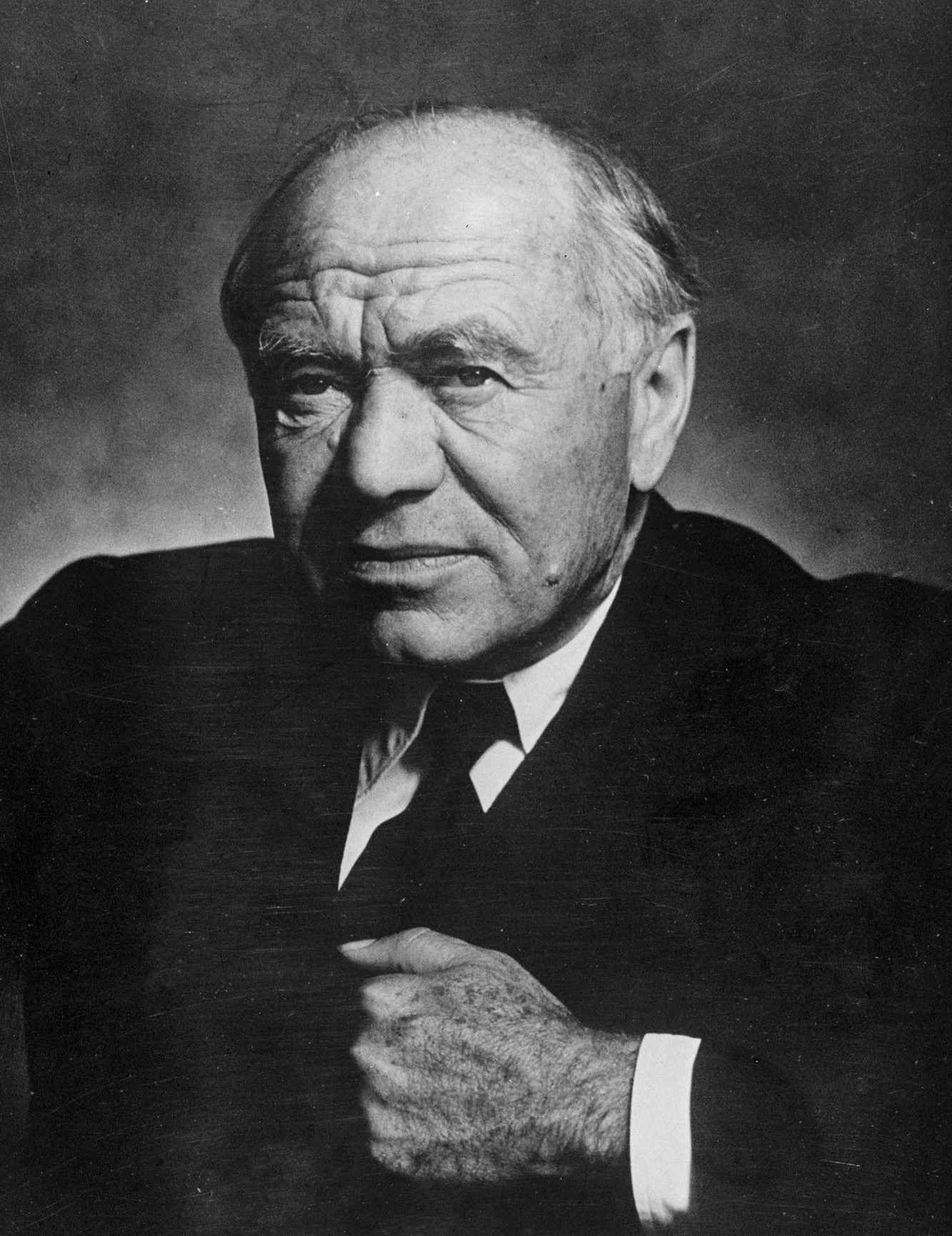
Max Aitken, lord Beaverbrook, 1943.

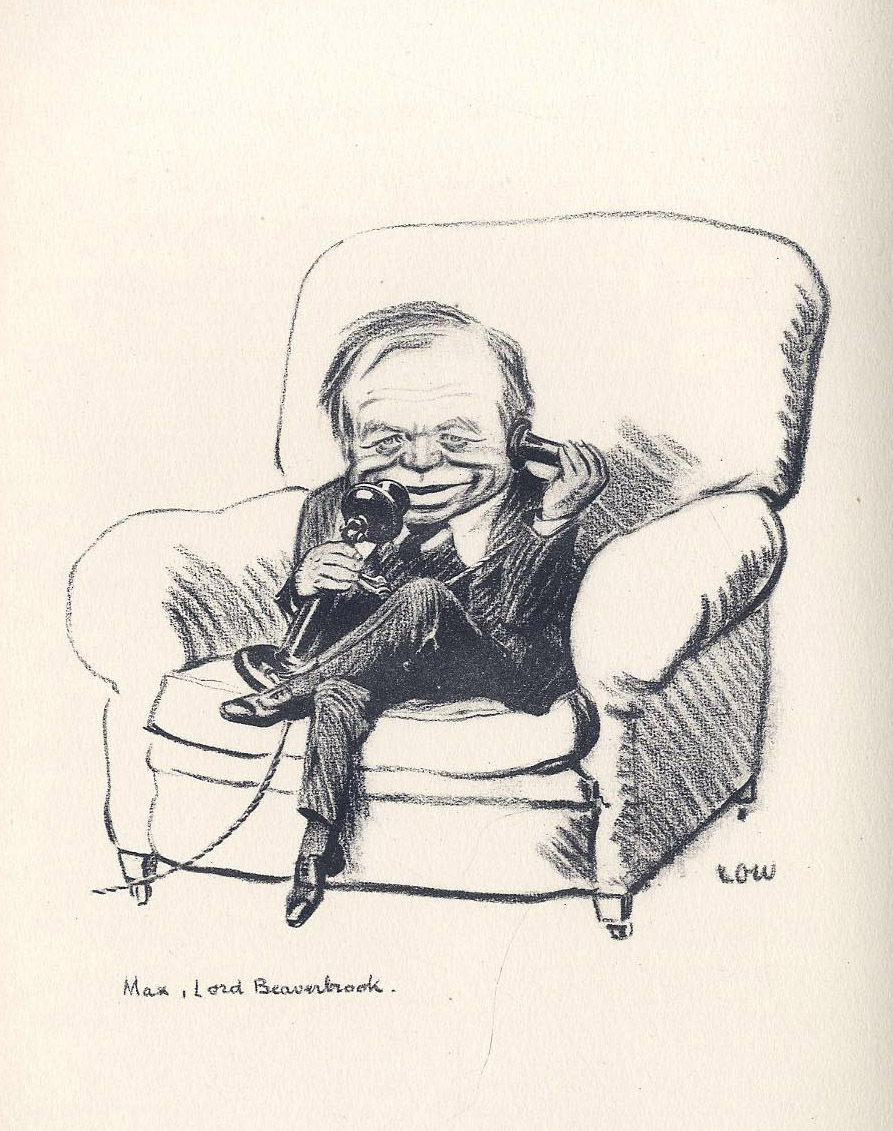
Karikatyr föreställande Max Aitken, 1928.

Beaverbrook föddes i New Brunswick, emigrerade tidigt till Nova Scotia, där han grundlade en förmögenhet, som han ytterligare förökade genom lyckade spekulationer i den kanadensiska cementindustrin. Han återvände till England och inträdde 1910 i underhuset, blev Andrew Bonar Laws privatsekreterare och verkade för dennes val till konservativa partiets ordförande. År 1916 lyckades Beaverbrook ena Edward Henry Carson, Bonar Law och David Lloyd George och de kunde därigenom verka gemensamt för H. H. Asquiths störtande. År 1918 blev Beaverbrook kansler för hertigdömet Lancaster men avgick vid vapenstilleståndet och drog sig tillbaka från politiken.
År 1940 återvände Beaverbrook till politiken. Han blev då först minister för flygplansproduktionen. Som krigsmaterielminister 1941–1944 fortsatte han sin insats som obyråkratisk pådrivare inom industrin. Sedan Sovjetunionen 1941 hamnat på Storbritanniens sida i kriget besökte Beaverbrook Moskva. Under större delen av kriget var han medlem av krigskabinettet och Winston Churchills förtrogne. Han var dennes rådgivare i samband med det konservativa partiets kampanj i de första allmänna valen efter krigsslutet 1945.
Beaverbrook var en mycket betydelsefull tidningsman och ägare till Daily Express, Sunday Express samt Evening Standard. Bland hans skrifter märks Canada in Flanders (2 band, 1916–1917), Success (1921), Politicians and the press (1925) samt Politicians and the war (1928).